# Arnold Laasner
Arnold Laasner (* 14. Junijul. / 27. Juni 1906greg. in Reval, Gouvernement Estland; † 29. Januar 1964 in Gloucester, England) war ein estnischer Fußball- und Basketballspieler deutsch-baltischer Herkunft.

## Leben
Im Jahr 1920 trat Arnold Laasner im Alter von 14 Jahren in den SK Tallinna Sport ein. Bei dem Verein spielte er bis 1925 in der Jugend, vermutlich in verschiedenen Sportarten. Ab 1925 spielte er ohne Unterbrechung bis 1943 in der Herrenmannschaft. In den Jahren 1925, 1929, 1932 und 1933 wurde er mit dem SK Tallinna Sport jeweils Estnischer Meister. In der Saison 1932 wurde er zudem mit 13 Treffern Torschützenkönig vor seinem Mannschaftskameraden Friedrich Karm. Im Jahr 1938 gewann er mit seinem Team bei der ersten Austragung den Estnischen Pokal. In der estnischen Meisterschaft erzielte er insgesamt 54 Tore.
Im Jahr 1927 wurde er mit der Basketballmannschaft des SK Tallinna Sport Vizemeister in Estland.
Von 1930 bis 1936 spielte Arnold Laasner für die Estnische Fußballnationalmannschaft in 27 Länderspielen und traf dabei in zwei Partien. Mit der Auswahl nahm er insgesamt fünfmal am Baltic Cup teil und gewann die Austragung im Jahr 1931.
Am Ende des Zweiten Weltkriegs kam Laasner zunächst nach Deutschland, bevor er nach Großbritannien auswanderte. Dort starb er im Alter von 58 Jahren in Gloucester im Südwesten Englands.

## Erfolge
im Fußball:
mit dem SK Tallinna Sport:
- Estnischer Pokalsieger: 1938
- Estnischer Meister: 1925, 1929, 1932, 1933

mit Estland:
- Baltic Cup: 1931

Individuell: 
- Torschützenkönig: 1932